# Anja Gräfenstein
Anja Gräfenstein (* 8. Oktober 1981 in Schwerin als Anja Boche) ist eine deutsche Schauspielerin und Sprecherin.

## Werdegang
Gräfenstein wuchs in Schwerin auf. Sie studierte Schauspiel an der Hochschule für Musik und Theater Hannover. Bereits während des Studiums spielte sie an der Seite von Ulrich Tukur und Eva Mattes die Lucy aus Brechts Dreigroschenoper am Hamburger St. Pauli Theater. Es folgten Engagements am Schauspiel Frankfurt und dem Schauspiel Essen. Sie wirkte in Inszenierungen von Roger Vontobel, Rafael Sanchez und David Bösch mit. Mit Böschs Inszenierung von Shakespeares Sommernachtstraum gewann Gräfenstein den Münchner Theaterpreis „Radikal Jung“.
Parallel begann Gräfenstein für das Fernsehen zu drehen. 2007 übernahm sie eine Hauptrolle in der ZDF-Telenovela Wege zum Glück. Ihre Rolle der Nora van Weyden wurde von den Zuschauern zur beliebtesten Serienfigur gewählt. Sie war in Spielfilmen wie Der Vater meiner Schwester, Meine Mutter tanzend sowie in Wiedersehen in Rose Abbey zu sehen. Außerdem spielte sie zahlreiche Episodenrollen in bekannten TV-Serien wie Mord mit Aussicht, Großstadtrevier oder Ein Starkes Team.
Dem Theater blieb Gräfenstein weiterhin treu. Es folgten Engagements am Ernst Deutsch Theater (Hamburg), dem Renaissance-Theater (Berlin), der Komödie am Kurfürstendamm (Berlin) oder am Schlossparktheater (Berlin) mit Dieter Hallervorden. 2016 war sie deutschlandweit als Gina im Theaterstück "Der Mentor" von Daniel Kehlmann an der Seite von Volker Lechtenbrink zu sehen. Außerdem arbeitet sie als Sprecherin für Werbung, TV-Dokumentationen und Hörbücher.
Bis 2016 trat Gräfenstein unter ihrem Mädchennamen Boche auf. Nach der Heirat mit dem Autor und Regisseur Andreas Gräfenstein legte sie ihren Mädchennamen ab. Sie lebt in Berlin und ist Mutter einer Tochter.

## Filmografie (Auswahl)
- 2004: Die Verbrechen des Professor Capellari
- 2004: Die Dreigroschenoper
- 2005–2010: Großstadtrevier (vier Episoden)
- 2005: Der Vater meiner Schwester
- 2005: Die Rettungsflieger
- 2005: Einsatz in Hamburg – Superzahl: Mord
- 2007: Notruf Hafenkante – Alles hat seine Zeit
- 2007: Einfache Leute
- 2007–2009: Wege zum Glück
- 2008: Marie Brand und die tödliche Gier
- 2009: Rosamunde Pilcher – Wiedersehen in Rose Abbey
- 2009: In aller Freundschaft – Folge 437: Nichts als Erinnerung
- 2010: SOKO Köln – Hexen, Huren, Henker
- 2010: Danni Lowinski
- 2010: Weihnachten im Morgenland
- 2011: Ein starkes Team – Blutsschwestern (Fernsehserie)
- 2012: SOKO Stuttgart – Papakind
- 2012: Mord mit Aussicht – Terror in Hengasch
- 2013: Lilly Schönauer – Weiberhaushalt
- 2014: In aller Freundschaft – Mit einem Paukenschlag
- 2014: SOKO Stuttgart – Frauenbier
- 2014: Deutschland 83 – Bold Guard
- 2015: Notruf Hafenkante – Flucht ins Watt
- 2016: SOKO Wismar – Schwarzes Gold
- 2017: SOKO Leipzig – Die Brücke
- 2018: In aller Freundschaft – Nebelschwaden
- 2019: In aller Freundschaft – Auf neuen Wegen
- 2020: Die Heiland – Wir sind Anwalt: Unter die Haut

## Theater
- 2003: Auf der Reeperbahn… (St. Pauli Theater, Hamburg)
- 2004: Die Dreigroschenoper (St. Pauli Theater, Hamburg)
- 2004/2005: Die Wildente (Schauspiel Frankfurt)
- 2005–2007: (Schauspiel Essen)
- 2009: Wartesaal Deutschland (St. Pauli Theater, Hamburg)
- 2012: Sonny Boys (St. Pauli Theater, Hamburg)
- 2014: Der Bürger als Edelmann (Schlossparktheater Berlin)
- 2016: Der Mentor (Komödie am Kurfürstendamm)